# 上野一彦
上野 一彦（うえの かずひこ、1943年12月29日 - ）は、日本の教育心理学者、東京学芸大学名誉教授。
東京都出身。1962年東京教育大学附属駒場高等学校卒、1967年東京大学教育学部教育心理学科卒、1973年同大学院博士課程満期退学、東京大学教育学部助手、東京学芸大学講師、助教授、1990年教授、副学長、2009年退職、名誉教授、大学入試センター特任教授。2023年、瑞宝中綬章受章。
専門は学習障害で、1990年全国LD親の会、1992年日本LD学会設立に携わる。

## 著書
- 『教室のなかの学習障害 落ちこぼれを生まない教育を』有斐閣新書 1984
- 『LD(学習障害)とADHD(注意欠陥多動性障害)』講談社+α新書 2003
- 『LD(学習障害)とディスレクシア(読み書き障害) 子どもたちの「学び」と「個性」』講談社+α新書 2006
- 『LD教授の贈り物 ふつうであるよりも個性的に生きたいあなたへ』講談社 2007
- （監修）『LD(学習障害)のすべてがわかる本』講談社 健康ライブラリーイラスト版 2007
- 『ササッとわかる最新「LD(学習障害)」の子育て法』講談社 図解大安心シリーズ 見やすい・すぐわかる 2008
- 『図解よくわかるLD「学習障害」 発達障害を考える・心をつなぐ』ナツメ社 2008
- 『LDを活かして生きよう LD教授のチャレンジ』ぶどう社 2009
- 『はじめに読むLD(学習障害)の本』ナツメ社 2009

### 共編著
- 『生涯発達心理学』椎名健、高橋道子共著 ブレーン出版 ぶれーんぶっくす 1979
- 『学習障害児の相談室 つまずきやすい子どもの教育』編 有斐閣選書 1987
- 『きみならどうする LDのためのソーシャルスキル』編 小林玄絵 日本文化科学社 1991
- 『学習障害児の教育 診断と指導のための実践事例集』牟田悦子共編著 日本文化科学社 1992
- 『LDとは 症状・原因・診断理解のために』北脇三知也、緒方明子、二上哲志、牟田悦子共編 学習研究社 LD教育選書 1996
- 『LDの教育と医学 学習課題と教育方法』北脇三知也、緒方明子、二上哲志、牟田悦子共編 学習研究社 LD教育選書 1996
- 『学級担任のためのLD指導Q&A』編 教育出版 1996
- 『LDの領域別指導事例集 集団参加から教科指導まで』北脇三知也、緒方明子、二上哲志、牟田悦子共編 学習研究社 LD教育選書 1997
- 『LD(学習障害)の子どもたち』茂木俊彦監修 編 稲沢潤子文 オノビン、田村孝絵 大月書店 障害を知る本 子どものためのバリアフリーブック 1998
- 『児童の臨床心理』編著 放送大学教育振興会 1998
- 『LDの教育 学校におけるLDの判断と指導』牟田悦子、小貫悟共編著 日本文化科学社 2001
- 『LDの思春期・青年期』森永良子共責任編集 日本文化科学社 わかるLDシリーズ 2001
- 『小・中学校におけるLD,ADHD,高機能自閉症の子どもへの教育支援』編 教育開発研究所 教職研修総合特集 読本シリーズ 2004
- 『WISC-3アセスメント事例集 理論と実際』藤田和弘、前川久男、石隈利紀、大六一志共編著 日本文化科学社 2005
- 『軽度発達障害の心理アセスメント WISC-3の上手な利用と事例』海津亜希子、服部美佳子共編著 日本文化科学社 2005
- 『特別支援教育基本用語100 解説とここが知りたい・聞きたいQ&A』緒方明子、柘植雅義、松村茂治共編 明治図書出版 2005
- 『軽度発達障害の教育 LD・ADHD・高機能PDD等への特別支援』花熊曉共編 日本文化科学社 2006
- 『特別支援教育「実践」ソーシャルスキルマニュアル』岡田智共編著 明治図書出版 2006
- 『よくわかる発達障害 LD・ADHD・高機能自閉症・アスペルガー症候群』小野次朗、藤田継道共編 ミネルヴァ書房 やわらかアカデミズム・〈わかる〉シリーズ 2007
- 『ケース別発達障害のある子へのサポート実例集 発達障害を考える・心をつなぐ 小学校編』月森久江共著 ナツメ社 2010
- 『図解よくわかる大人のアスペルガー症候群 発達障害を考える・心をつなぐ』市川宏伸共著 ナツメ社 2010
- 『イラスト版LDのともだちを理解する本 楽しく学ぶなかよし応援団』編著 合同出版 2011
- 『発達障害支援の可能性 こころとこころの結び目』花園大学心理カウンセリングセンター監修 橋本和明編 滝川一廣、鯨岡峻、大島吉晴、小海宏之共著 創元社 花園大学発達障害セミナー 2012
- 『日本版WISC-IVによる発達障害のアセスメント 代表的な指標パターンの解釈と事例紹介』松田修、小林玄、木下智子共著 日本文化科学社 2015

### 翻訳
- S.A.&W.D.カーク『ITPAによる学習能力障害の診断と治療』三木安正、越智啓子共訳 日本文化科学社 1974
- J.フランシスーウイリアムズ『学習障害児 早期発見と指導』内山勉共訳編 日本文化科学社 1979
- S.ファーナム=ディゴリィ『学習障害 認知心理学からの接近』サイエンス社 育ちゆく子ども 0才からの心と行動の世界 1981
- R.エジャトン『精神遅滞 心身に障害をもつ子どもたち』牟田悦子共訳 サイエンス社 育ちゆく子ども 0才からの心と行動の世界 1981
- R.A.ガードナー『みんなのMBD 学習障害児と家族のために』海鳴社 1982
- エリザベス・O.リヒテンバーガー、ナンシー・マザー、ネイディーン・L.カウフマン、アラン・S.カウフマン『エッセンシャルズ心理アセスメントレポートの書き方』染木史緒共監訳 日本文化科学社 2008
- アウレリオ・プリフィテラ、ドナルド・H. サクロフスキー、ローレンス・G. ワイス編『WISC-Ⅳの臨床的利用と解釈』監訳 バーンズ亀山静子共訳 日本文化科学社 2012
- ドーン・P. フラナガン、ヴィンセント・C. アルフォンソ編『エッセンシャルズ新しいLDの判断』名越斉子共監訳 日本文化科学社 2013
- ドーン・P. フラナガン、アラン・S. カウフマン『エッセンシャルズWISC-Ⅳによる心理アセスメント』監訳 日本文化科学社 2014